# 벌레공주님
벌레공주님(虫姫さま)은 2004년에 발매한 케이브의 탄막 슈팅 게임이다. 아케이드로 최초 발매됐고, 2005년에는 플레이스테이션 2로 이식됐다. 2011년에는 iOS로 이식됐고, 버전 1.5로 업데이트한 아케이드판이 다시 출시됐다. 2012년에 발매된 엑스박스 360판에선 초회 발행판만 한정하여 버전 1.5이 수록됐고, 2015년에는 모든 업데이트가 포함된 윈도우즈판이 데지카가 배급하여 출시했다.
2006년에 후속작 벌레공주님 둘이 발매됐다.

## 평가
| 평론 점수 평론사 점수 iOS PC PS2 엑스박스 360 디스트럭토이드 8/10 [ 2 ] 9/10 [ 3 ] N/A N/A 에지 8/10 [ 4 ] N/A N/A N/A 패미츠 N/A N/A 26/40 [ 5 ] 31/40 [ 6 ] Hardcore Gamer N/A [ 7 ] N/A N/A PC Magazine N/A [ 8 ] N/A N/A Pocket Gamer 8/10 [ 9 ] N/A N/A N/A TouchArcade 4.5/5 [ 10 ] N/A N/A N/A 통합 점수 게임랭킹스 84.3% [ 11 ] 90% [ 12 ] N/A N/A 메타크리틱 84/100 [ 13 ] 86/100 [ 14 ] N/A N/A |        |        |       |              |
| 평론 점수 |        |        |       |              |
| 평론사 | 점수   | 점수   | 점수  | 점수         |
| 평론사 | iOS    | PC     | PS2   | 엑스박스 360 |
| 디스트럭토이드 | 8/10   | 9/10   | N/A   | N/A          |
| 에지 | 8/10   | N/A    | N/A   | N/A          |
| 패미츠 | N/A    | N/A    | 26/40 | 31/40        |
| Hardcore Gamer | N/A    | [ 7 ]  | N/A   | N/A          |
| PC Magazine | N/A    | [ 8 ]  | N/A   | N/A          |
| Pocket Gamer | 8/10   | N/A    | N/A   | N/A          |
| TouchArcade | 4.5/5  | N/A    | N/A   | N/A          |
| 통합 점수 |        |        |       |              |
| 게임랭킹스 | 84.3%  | 90%    | N/A   | N/A          |
| 메타크리틱 | 84/100 | 86/100 | N/A   | N/A          |